# Космос-2445
Космос-2445 је један од преко 2400 совјетских вјештачких сателита лансираних у оквиру програма Космос.
Космос-2445 је лансиран са космодрома Плесецк, Русија, 14. новембра 2008. Ракета-носач Сојуз је поставила сателит у орбиту око планете Земље. 